# Звездане стазе IV: Путовање кући
Звездане стазе IV: Путовање кући (енгл. Star Trek IV: The Voyage Home) амерички је научнофантастични филм из 1986. године, режисера Ленарда Нимоја, заснован на телевизијској серији Звездане стазе. Ово је четврти филм у филмском серијалу Звездане стазе и завршава причу започету у филмовима Звездане стазе II: Канов гнев (1982) и Звездане стазе III: Потрага за Споком (1984). Радња се врти око бивше посаде свемирског брода Ентерпрајз која путује 300 година у прошлост, у Сан Франциско 1980-их, како би донела два грбава кита натраг у будућност и тако спасила Земљу, коју опседа ванземаљска сонда која тражи сигнале китова.
Након што је режирао претходни филм, глумац Ленард Нимој је прихватио понуду режирања и четвртог, уз веће слободе које су му дате. Нимој и продуцент Харви Бенет су замислили причу са еколошком поруком и без зликоваца. Студио Paramount Pictures није био задовољан првим нацртом сценарија, због чега је унајмљен Николас Мејер, режисер другог филма Канов гнев, који је написао различите делове новог сценарија са Бенетом уз одобрење Нимоја, главног глумца Вилијама Шатнера и самог студија.
Снимање је започело 24. фебруара 1986. године. За разлику од прва три остварења, овај филм је у великој мери сниман на локацијама, користећи стварна места и зграде за сцене које се одвијају у и око Сан Франциска. Компанија за специјалне ефекте Industrial Light & Magic помогла је у постпродукцији и изради специјалних ефеката. Већина грбавих китова приказаних у филму нису били су стварни – ILM је направио аниматроичне моделе у природној величини и мање моторизоване моделе који су замењивали праве животиње. Филм је посвећен посади спејс-шатла Челенџер, који је експлодирао 73 секунде након полетања, ујутру 28. јануара 1986. године.
Филм је биоскопски објављен 26. новембра 1986. у Северној Америци и постао је филм са највећом зарадом тог викенда. Хумор, глума, режија, специјални ефекти и неконвенционална прича наишли су на одобравање критичара, обожавалаца серијала и шире публике. Филм је био финансијски успешан, зарадивши 133 милиона долара широм света и освојио је неколико награда, као и четири номинације за Оскара – за најбољу оригиналну музику, најбољу монтажу звука, најбољи микс звука и најбољу фотографију. Наставак, Звездане стазе V: Крајња граница, премијерно је приказан 1989. године.

## Радња
Године 2286, огромна цилиндрична сонда путује кроз свемир, емитујући неразумљив сигнал и онемогућавајући напајање сваког брода поред којег прође. Када ступи у орбиту око Земље, њен сигнал онемогућава глобалну електричну мрежу и изазива планетарне олује, стварајући катастрофалну облачност која блокира Сунчеву светлост. Команда Звездане флоте шаље планетарни позив у помоћ и упозорава сва свемирска пловила да се не приближавају Земљи.
На планети Вулкан, бивши официри уништеног звезданог брода Ентерпрајз живе у егзилу. У пратњи Вулканца Спока, који се још опоравља од свог васкрснућа, посада преузима заплењени клингонски брод Птица грабљивица и враћа се на Земљу да се суочи са суђењем због својих поступака. Када приме упозорење Звездане флоте, Спок закључује да је сигнал сонде идентичан певању изумрлих грбавих китова и да ће сонда наставити да ствара проблеме све док не добије одговор. Посада користи свој брод да се врати кроз време изводећи маневар око Сунца, планирајући да се врате са китом који ће одговорити на сигнал.
По доласку у 1986. годину, посада затиче свој брод без енергије након путовања кроз време. Користећи уређај за прикривање, сакрију брод у Голден гејт парку у Сан Франциску. Затим се деле како би обавили више задатака: адмирал Џејмс Т. Кирк и Спок покушавају да пронађу грбаве китове, док Монтгомери Скот, Ленард Мекој и Хикару Сулу граде резервоар у ком ће сместити китове приликом повратка у 23. век. Ухура и Павел Чехов имају задатак да пронађу нуклеарни реактор, чије цурење енергије може да се прикупи и искористи за обнављање распадајућих кристала дилитијума.
Кирк и Спок откривају пар грбавих китова под старањем докторке Џилијан Тејлор у акваријуму у Сосалиту, и сазнају да ће ускоро бити пуштени у природу. Кирк јој открива своју мисију и тражи фреквенцију за праћење китова, али она одбија да сарађује. У међувремену, Скот и Мекој размењују формулу за провидни алуминијум за материјал потребан за прављење резервоара за китове. Истовремено, Сулу набавља хеликоптер „Хјуи” како би их превезао. Ухура и Чехов проналазе брод на нуклеарни погон – носач авиона Ентерпрајз. Прикупљају потребну енергију, али бивају откривени на броду. Ухура је телепортована, али Чехова заробљавају, испитују (мислећи да је совјетски шпијун) и тешко повређују приликом покушаја бекства.
Џилијан сазнаје да су китови раније пуштени и одлази код Кирка по помоћ. Џилијан, Кирк и Мекој спасавају Чехова из оближње болнице и враћају се на сада напуњену Птицу грабљивицу. Након што спасу китове од китоловаца и пребаце их на брод, посада се враћа са Џилијан у 23. век. Приликом приласка Земљи, брод губи енергију због утицаја сонде и принудно слеће у воде Залива Сан Франциска. Након што су китови ослобођени и избегну утапање, они одговарају на сигнал сонде, чиме се објекат повлачи и престаје да изазива штету на Земљи.
Касније, посади Ентерпрајза се суди пред Саветом Федерације, који признаје њихову заслугу у спасавању планете и одбацује све оптужбе осим оне против Кирка – због непослушности претпостављеном. Кирк је деградиран у чин капетана, али, у виду прикривене награде за његова херојска дела, он поново добија команду над звезданим бродом. Кирк и Џилијан се растају, пошто је њу Звездана флота распоредила на научни брод. Споков отац Сарек најзад прихвата синовљеву ранију одлуку да се придружи Звезданој флоти, чиме се њихов нарушени однос поправља. Посада сазнаје да им је додељен нови брод – Ентерпрајз (NCC-1701-A) − и креће на пробну мисију.

## Улоге
| Глумац         | Улога           |
| -------------- | --------------- |
| Вилијам Шатнер | Џејмс Т. Кирк   |
| Ленард Нимој   | Спок            |
| Дифорест Кели  | Ленард Мекој    |
| Џејмс Духан    | Монтгомери Скот |
| Џорџ Такеи     | Хикару Сулу     |
| Волтер Кениг   | Павел Чехов     |
| Нишел Николс   | Ухура           |
| Кетрин Хикс    | Џилијан Тејлор  |
| Марк Ленард    | Сарек           |
| Џејн Вајат     | Аманда Грејсон  |
| Робин Кертис   | Савик           |